# Keirsey Temperament Sorter
De Keirsey Temperament Sorter (KTS) is een persoonlijkheidstest met als doel het beter begrijpen van zichzelf en van anderen. De KTS is erg verwant aan het MBTI, maar toch bestaan er aardig wat verschillen. 

## Vier temperamenten
David Keirsey, de persoon die de KTS heeft ontwikkeld, heeft met zijn theorieën voortgeborduurd op de oude theorieën over ‘temperamenten’ van Hippocrates en Plato. Hij verdeelde verschillende persoonlijkheden onder in vier temperamenten en gebruikte hiervoor de vier termen die Plato ook gebruikte: de Handwerksman, de Bewaker, de Idealist en de Rationalist.
Deze vier temperamenten verdeelde hij vervolgens ieder in  twee rollen, met elk twee rolvarianten. De 16 rolvarianten die zo ontstaan, vallen min of meer samen met de vier persoonlijkheidstypes uit de Myers-Briggs-test.

## De vier ringen
Hoewel de zestien verschillende persoonlijkheidstypes niet systematisch kunnen worden uitgeplozen, kan het fenomeen temperament wel volgens deze vier ringen verklaard worden. 

### Eerste ring: Abstract vs. Concreet
Abstract zijn de meer introspectieve mensen. Zij zijn meer met hun ‘hoofd in de wolken’ en denken vaak op een abstractere manier. Vaak zijn zij gericht op het grote idee achter dingen. Jung gebruikt het woord ‘intuïtief’ in zijn beschrijving van deze mensen.
Concreet zijn de observatievere mensen. Zij zijn concreter in hun denkwereld en zijn meer gericht op concrete dingen als eten en onderdak.

### Tweede ring: Coöperatief vs. Pragmatisch
Coöperatief zijn mensen die erg letten op de mening van anderen en willen graag het goede doen.
Pragmatisch zijn mensen die makkelijker handelen en vooral iets willen doen op een manier die werkt.

### Derde ring: Directief/Proactief vs. Informatief/Reactief
Informatief zijn mensen die communiceren door informatie door te geven. Informatieve rollen zijn Vermakers, Conservators, Advocaten en Ingenieuren.
Directief zijn mensen die meer communiceren door te delegeren of anderen persoonlijk/rechtstreekser aan te spreken. Dit zijn de Operators, Administrators, Mentors en Coordinators. 

### Vierde ring: Expressive (Expressief) vs. Attentive (bewust van/gericht op omgeving)
Expressive wordt gebruikt voor mensen die geneigd zijn te handelen alvorens te observeren. 
Attentive zijn mensen die juist eerst observeren, en aan de hand daarvan handelen.

## De zestien types met hun meest ontwikkelde functies en de link met de ringen
|                       | Temperament                  | Rol                            | Rolvariant                      |
| Abstract of concreet? | Coöperatief of pragmatisch?  | Directief of informatief?      | Expressief of attent?           |
| --------------------- | ---------------------------- | ------------------------------ | ------------------------------- |
| Introspectief (N)     | Idealist (NF) Diplomatisch   | Mentor (NFJ) Ontwikkelen       | Leraar (ENFJ): Onderrichten     |
| Introspectief (N)     | Idealist (NF) Diplomatisch   | Mentor (NFJ) Ontwikkelen       | Raadgever (INFJ): Geleiden      |
| Introspectief (N)     | Idealist (NF) Diplomatisch   | Advocaat (NFP) Bemiddelen      | Kampioen (ENFP): Motiveren      |
| Introspectief (N)     | Idealist (NF) Diplomatisch   | Advocaat (NFP) Bemiddelen      | Genezer (INFP): Verzoenen       |
| Introspectief (N)     | Rationalist (NT) Strategisch | Coördinator (NTJ) Arrangeren   | Maarschalk (ENTJ): Mobiliseren  |
| Introspectief (N)     | Rationalist (NT) Strategisch | Coördinator (NTJ) Arrangeren   | Uitwerker (INTJ): Betrekken     |
| Introspectief (N)     | Rationalist (NT) Strategisch | Ingenieur (NTP) Aanleggen      | Uitvinder (ENTP): Bedenken      |
| Introspectief (N)     | Rationalist (NT) Strategisch | Ingenieur (NTP) Aanleggen      | Architect (INTP): Ontwerpen     |
| Observant (S)         | Bewaker (SJ) Logistisch      | Beheerder (STJ) Reguleren      | Opzichter (ESTJ): Afdwingen     |
| Observant (S)         | Bewaker (SJ) Logistisch      | Beheerder (STJ) Reguleren      | Inspecteur (ISTJ): Verzekeren   |
| Observant (S)         | Bewaker (SJ) Logistisch      | Conservator (SFJ) Ondersteunen | Verschaffer (ESFJ): Verschaffen |
| Observant (S)         | Bewaker (SJ) Logistisch      | Conservator (SFJ) Ondersteunen | Beschermer (ISFJ): Beveiligen   |
| Observant (S)         | Handwerksman (SP) Tactisch   | Operator (STP) Bespoedigen     | Bevorderaar (ESTP): Overtuigen  |
| Observant (S)         | Handwerksman (SP) Tactisch   | Operator (STP) Bespoedigen     | Ambachtsman (ISTP): Uitrusten   |
| Observant (S)         | Handwerksman (SP) Tactisch   | Vermaker (SFP) Improviseren    | Performer (ESFP): Demonstreren  |
| Observant (S)         | Handwerksman (SP) Tactisch   | Vermaker (SFP) Improviseren    | Componist (ISFP): Synthetiseren |